# 樊他广
樊他广，（？—？），舞阳荒侯樊市人之子，封为舞阳侯。前142年（汉景帝中元六年）因被家中的舍人诬告，被废为庶人，封国食邑也被取消，舞阳侯爵位废除。

## 生平
樊他广是舞阳荒侯樊市人之子，前150年继承侯位。在位6年后，樊他广家里的舍人得罪了樊他广，十分怨恨他，便向汉景帝上书说樊市人没有生育能力，就让夫人和弟弟淫乱生下了樊他广。景帝派官员查证，最终在前142年（汉景帝中元六年）取消了他的侯位，废为庶人，封国食邑也被取消。
樊市人曾和司马迁有过交往，和他谈过汉高祖时功臣的事迹，司马迁将这些事情记载于《史记·樊郦滕灌列传》中。